# Family Guy (10.ª temporada)
A décima temporada de Family Guy começou a ser exibida no canal FOX dos Estados Unidos em 25 de setembro de 2011. A série segue a disfuncional família Griffin, que tem como membros o pai Peter, a mãe Lois,a filha Meg,o filho Chris,o bebê Stewie e o cão da família Brian, que residem em sua cidade natal de Quahog. A temporada foi lançada em DVD no Brasil em 28 de julho de 2012 e em Portugal em 17 de junho de 2012.[carece de fontes?]

## Episódios[1]
| Nº | Nº           | Título                                        | Diretor(es)     | Escritor(es)                              | Data da transmissão     | Código de produção | Audiência (em milhões) |
| Na série | Na temporada | Título                                        | Diretor(es)     | Escritor(es)                              | Data da transmissão     | Código de produção | Audiência (em milhões) |
| --- | ------------ | --------------------------------------------- | --------------- | ----------------------------------------- | ----------------------- | ------------------ | ---------------------- |
| 166 | 1            | " Lottery Fewer" A Febre da Loteria           | Greg Colton     | Andrew Goldberg                           | 25 de setembro de 2011  | 9ACX01             | 7.69                   |
| 167 | 2            | " Seahorse Seashell Party"                    | Brian Iles      | Wellesley Wild                            | 2 de outubro de 2011    | 8ACX20             | 6.99                   |
| 168 | 3            | " Screams of Silence: The Story of Brenda Q." | Dominic Bianchi | Alec Sulkin                               | 30 de outubro de 2011   | 8ACX21             | 5.96                   |
| 169 | 4            | " Stewie Goes for a Drive"                    | Julius Wu       | Gary Janetti                              | 6 de novembro de 2011   | 9ACX02             | 5.82                   |
| 170 | 5            | " Back to the Pilot" Zig Zag no Tempo         | Dominic Bianchi | Mark Hentemann                            | 13 de novembro de 2011  | 9ACX08             | 6.01                   |
| 171 | 6            | " Thanksgiving"                               | Jerry Langford  | Patrick Meighan                           | 20 de novembro de 2011  | 9ACX04             | 6.02                   |
| 172 | 7            | " Amish Guy"                                  | John Holmquist  | Mark Hentemann                            | 27 de novembro de 2011  | 8ACX22             | 5.50                   |
| 173 | 8            | " Cool Hand Peter"                            | Brian Iles      | Artie Johann & Shawn Ries                 | 4 de dezembro de 2011   | 9ACX05             | 7.14                   |
| 174 | 9            | " Grumpy Old Man"                             | John Holmquist  | Dave Ihlenfeld & David Wright             | 11 de dezembro de 2011  | 9ACX07             | 6.10                   |
| 175 | 10           | " Meg and Quagmire"                           | Joseph Lee      | Tom Devanney                              | 8 de janeiro de 2012    | 9ACX03             | 6.23                   |
| 176 | 11           | " The Blind Side" O lado Cego do Amor         | Bob Bowen       | Cherry Chevapravatdumrong                 | 15 de Janeiro de 2012   | 9ACX06             | 8.31                   |
| 177 | 12           | " Livin' on a Prayer"                         | Pete Michels    | Danny Smith                               | 29 de janeiro de 2012   | 9ACX09             | 5.92                   |
| 178 | 13           | " Tom Tucker: The Man and His Dream"          | Greg Colton     | Alex Carter                               | 12 de Fevereiro de 2012 | 9ACX10             | 5.03                   |
| 179 | 14           | " Be Careful What You Fish For"               | Julius Wu       | Steve Callaghan                           | 19 de Fevereiro de 2012 | 9ACX11             | 5.39                   |
| 180 | 15           | " Burning Down the Bayt"                      | Jerry Langford  | Chris Sheridan                            | 4 de março de 2012      | 9ACX13             | 5.33                   |
| 181 | 16           | " Killer Queen" Robô Monstro Ataca            | Joseph Lee      | Spencer Porter                            | 11 de março de 2012     | 9ACX12             | 5.74                   |
| 182 | 17           | " Forget-Me-Not"                              | Brian Iles      | David A. Goodman                          | 18 de março de 2012     | 9ACX14             | 5.61                   |
| 183 | 18           | " You Can't Do That on Television, Peter"     | Bob Bowen       | Julius Sharpe                             | 1 de abril de 2012      | 9ACX15             | 5.05                   |
| O programa infantil preferido de Peter é cancelado, e por isso ele assume a responsabilidade de criar e estrelar seu próprio show para crianças. Enquanto isso, Meg começa um estágio no hospital com o Dr. Hartman. |              |                                               |                 |                                           |                         |                    |                        |
| 184 | 19           | " Mr. and Mrs. Stewie"                        | Joe Vaux        | Gary Janetti                              | 29 de abril de 2012     | 9ACX17             | 5.63                   |
| 185 | 20           | " Leggo My Meg-O"                             | John Holmquist  | Brian Scully                              | 6 de maio de 2012       | 9ACX16             | 5.64                   |
| 186 | 21           | " Tea Peter"                                  | Pete Michels    | Patrick Meighan                           | 13 de maio de 2012      | 9ACX18             | 4.94                   |
| 187 | 23           | " Family Guy Viewer Mail#2" Cartas de Fans 2  | Greg Colton     | Tom Devanney & Alec Sulkin & Deepak Sethi | 20 de maio de 2012      | 9ACX19             | 5.35                   |
| 188 | 24           | " Internal Affairs" Problemas conjugais       | Julius Wu       | Wellesley Wild                            | 20 de maio de 2012      | 9ACX20             | 5.35                   |